# Александър Песляк
Александър Песляк (роден през 1977 г.), по-известен под псевдонима си Solar Designer, е руски специалист по компютърна сигурност.
Известен е с публикациите си касаещи различни техники за експлоатиране на уязвимости като return-to-libc attack и „препълване на буфера“ (generic heap-based buffer overflow) както и техники за превенция и защита известни в сферата накомпютърната сигурност като „отделяне на привилегиите за процесите работещи във фонов режим – т. нар. демони (privilege separation for daemon processes).
Песляк е създател на широко известният софтуер John the Ripper, използван често като инструмент при одит на сигурността. 
Негов код е част и от редица Unix и Linux базирани операционни системи, между които OpenBSD и Debian.

## Работа
Александър Песляк е основател и лидер на проекта Openwall създаден през 1999 г., както и основател и технически директор на Openwall, Inc регистрирана през 2003 г., един от основателите на пощенския списък oss-security.
Член на борда на Open Source Computer Emergency Response Team (oCERT) от 2008 г.
Песляк е сред лекторите на голяма част от международните конференции по въпросите на компютърната сигурност като FOSDEM и CanSecWest.
През 2009 г. на ежегодните награди Pwnie по време на конференцията Black Hat става носител на Lifetime Achievement Award.
През 2015 г. компанията Qualys признава неговата помощ при разкриването на уязвимост във функцията gethostbyname на библиотеката ГНУ glibc (CVE-2015-0235).